# Гришковка (Омская область)
Гришковка — упразднённая деревня в Одесском районе Омской области. Входила в состав Желанновского сельсовета. Исключена из учётных данных в 1981 г.

## География
Располагалась на государственной границе с Республикой Казахстан, в 11 км (по прямой) к западу от деревни Брезицк.

## История
Основана в 1910 году. В 1928 году посёлок Гришковский состоял из 24 хозяйств. В административном отношении входил в состав Ново-Россияновского сельсовета Одесского района Омского округа Сибирского края. В 1981 году деревня Гришковка исключена из учётных данных.

## Население
По результат переписи 1926 г. в поселке проживало 136 человек (62 мужчины и 74 женщины), основное население — украинцы.